# Kobieta z Deauville
Kobieta z Deauville (fr. La disparue de Deauville) – francuski thriller z 2007 roku w reżyserii Sophie Marceau.

## Główne role
- Christopher Lambert - Jacques Renard
- Sophie Marceau - Victoria/Lucie
- Nicolas Briançon - Camille Bérangère
- Simon Abkarian - Pierre
- Robert Hossein - Antoine Bérangère
- Marie-Christine Barrault - Mélanie Bérangère
- Marilou Berry - Fred
- Magali Woch - Constance
- Jacques Boudet - Komisarz Penaud

## Fabuła
Jacques Renard – francuski policjant zbliżający się do emerytury – wychodzi ze szpitala psychiatrycznego. Z tego powodu w pracy dostaje drobne zadania. Pewnego dnia spotyka tajemniczą kobietę, która prosi go o pomoc. Zanim zniknie, zostawi mu adres: pokój 217, Hotel Riviera. Później znika właściciel pałacu Deauville, a Renard podejmuje śledztwo w tej sprawie. Odkrywa sieć niejasnych powiązań, w których pojawia się zmarła aktorka, łudząco podobna do nieznajomej...
Nie mogący się pogodzić ze śmiercią żony detektyw Jacques Renard, trafił na terapię do szpitala psychiatrycznego. Kiedy wraca do pracy, prosi go o pomoc kobieta wyglądająca jak aktorka, która zginęła w wypadku 36 lat wcześniej. Wskazówkę ma odnaleźć w pokoju 401 w Hotelu Riviera. Okazuje się, że zniknął właściciel pensjonatu. Detektyw, który wciąż leczy się psychiatrycznie wbrew woli syna i żony właściciela hotelu, a także miejscowej policji, prowadzi śledztwo na własną rękę. Odkrywa tajemnice rodzinne sprzed wielu lat, które dramatycznie splatają się z historią tajemniczej kobiety.